# 天台山国清寺
国清寺（こくせいじ）は、中華人民共和国浙江省台州市天台県天台山にある仏教寺院。天台宗の中心的な寺院として知られる。
中華人民共和国全国重点文物保護単位に指定されている。

## 歴史
国清寺は智顗によって建設がはじめられたが、その没後、隋の開皇18年（598年）に完成した。はじめの名前は天台寺と言ったが、のちに国清寺に名を改めた。会昌の廃仏でいったん廃止されたが、大中5年（851年）に再建された。
国清寺は隋以来たびたび天災・人災に遭い、何度も再建されている。現在の建築は清の雍正年間以降に再建されたものである。文化大革命でも大きく破壊されたが、周恩来の命令によって再建された。

## 建築
国清寺の多くの建築物は新しいものであるが、寺の外に隋代のものと言われる六面九層の塔（単に「隋塔」と呼ばれる）が残っている。
文化大革命後の修復の目的で、北京の故宮博物院などから多くの文物を国清寺に移したため、境内の仏像などはきわめて貴重なものが含まれている。
天文学者としても有名な僧一行がこの寺で活動したため、境内に一行法師の碑や塔がある。

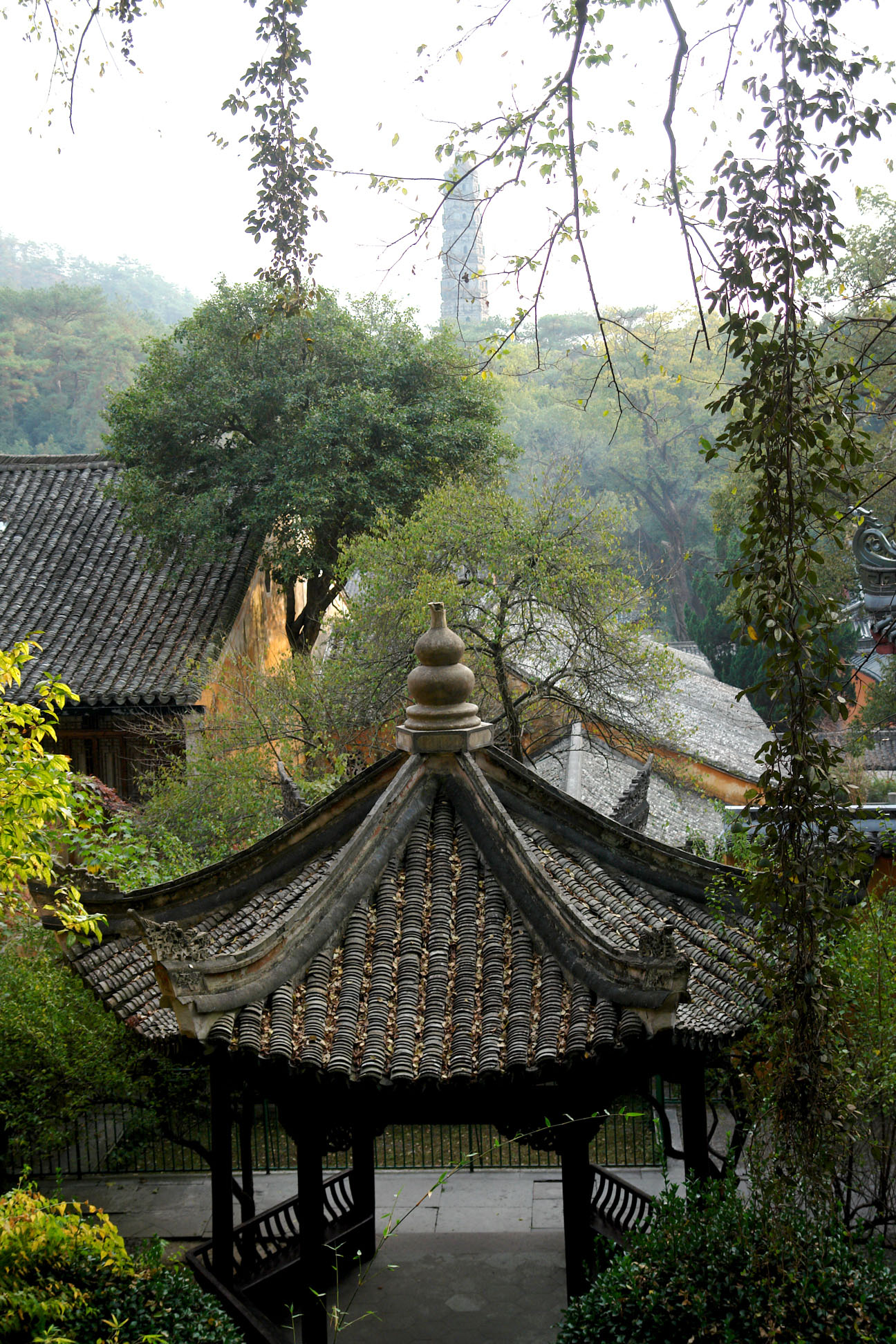
国清寺。遠くに隋塔を望む

## 文化
国清寺の僧として寒山と拾得が有名である。この2人に豊干（ぶかん）をあわせて国清三聖と称する。

## 日本との関係

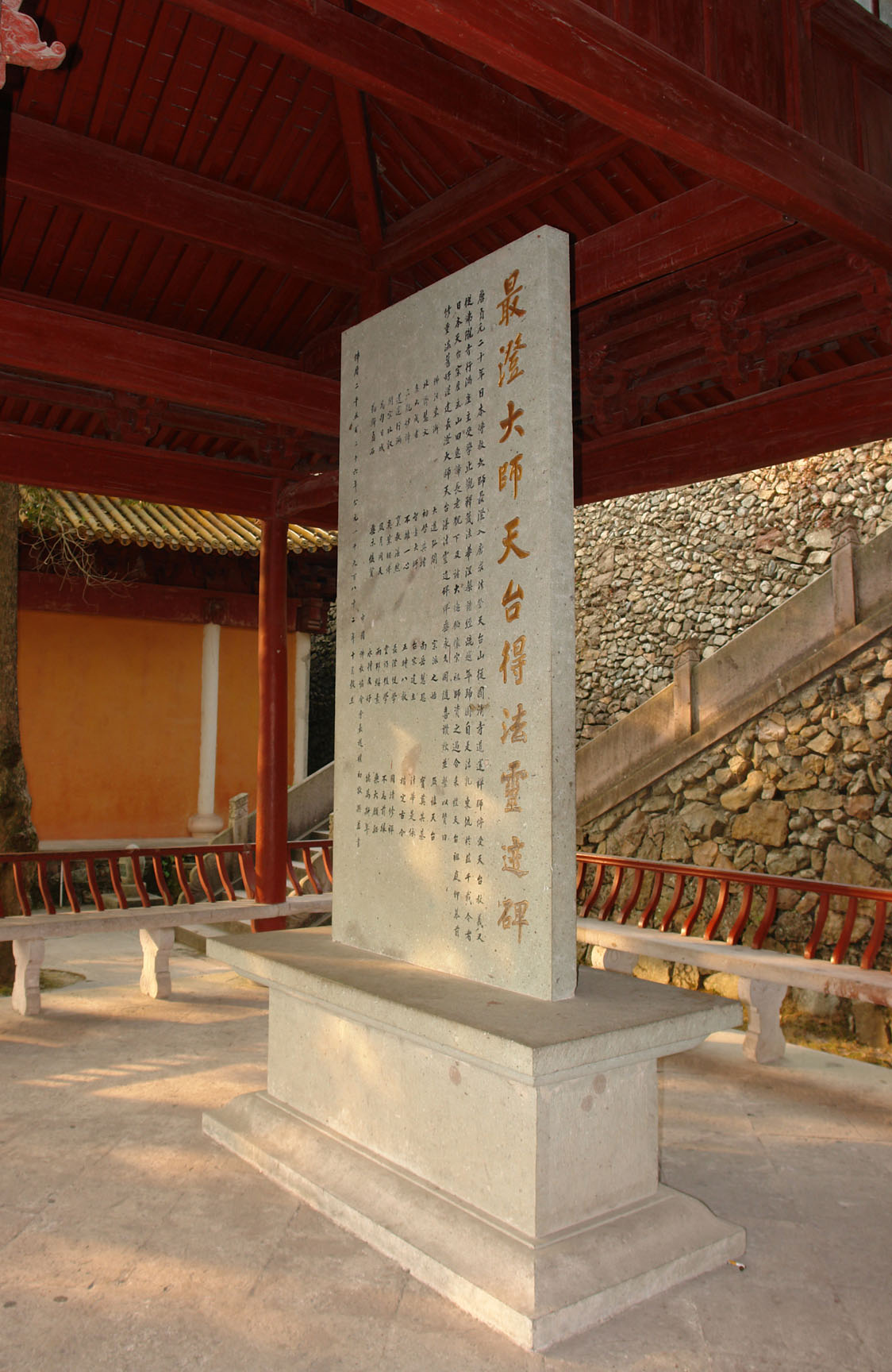
最澄大師得法を記した碑文

国清寺は日本の仏教の歴史上も重要な寺院であり、最澄が道邃から教えを受けたほか、円珍・円載・重源・栄西・成尋・俊芿らが訪れている。

文化大革命の破壊から復興したばかりの1975年に日本の天台訪中団が国清寺を訪れている。
境内には、日本の出資で作られた法華経の経幢などがある。